# Pfetterhouse
Pfetterhouse es una localidad y comuna francesa, situada en el departamento de Alto Rin, en la región de Grand Est, en Alsacia. 

## Enlaces externos

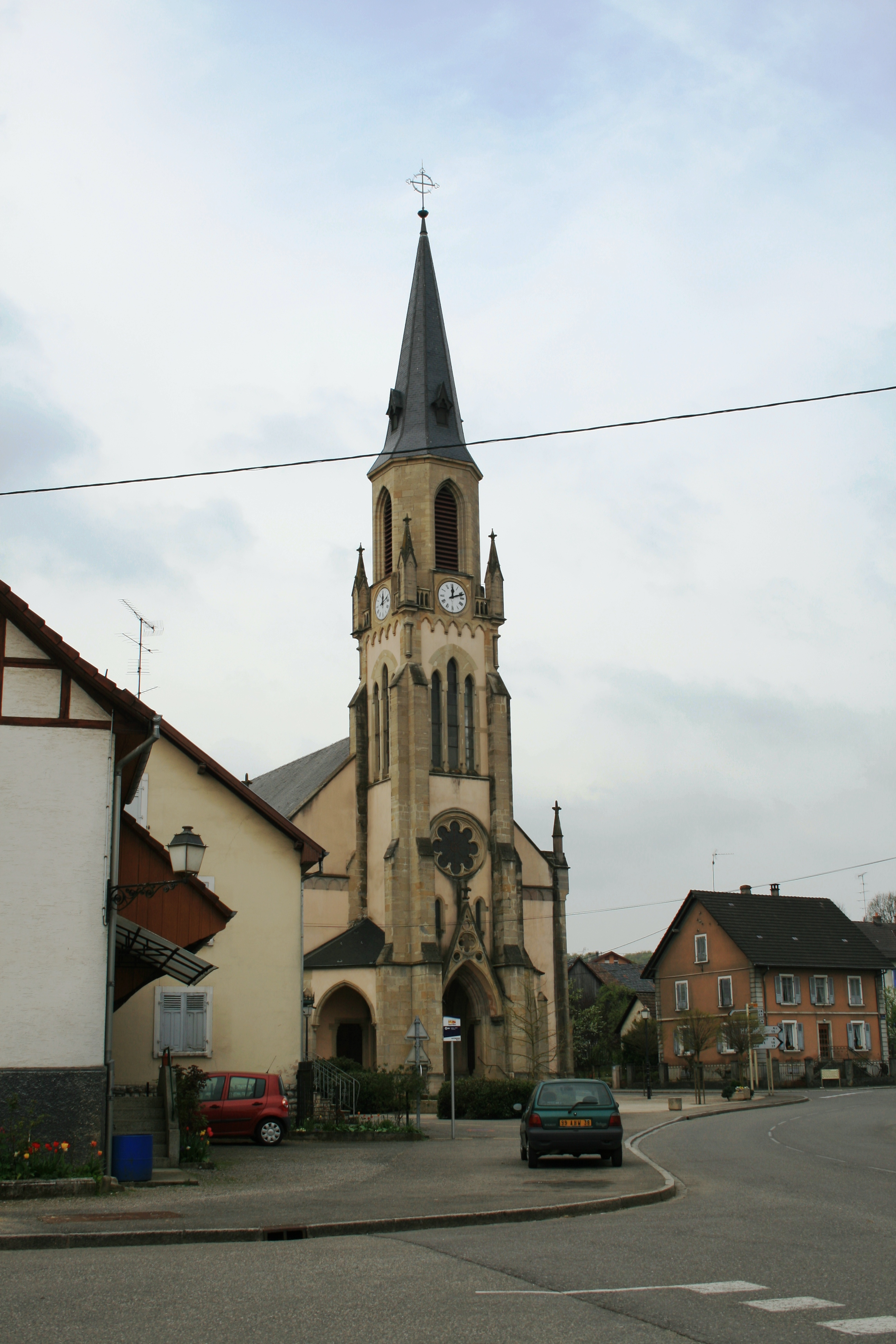

## Demografía
| 789 | 809 | 906 | 924 | 971 | 972 | 967 |
| Para los censos de 1962 a 1999 la población legal corresponde a la población sin duplicidades (Fuente: INSEE [Consultar]) |     |     |     |     |     |     |